# Graham Gipson
Graham Chater Gipson , né le 21 mai 1932 et mort le 17 mai 2023,, est un athlète australien spécialiste du 400 mètres.

## Carrière

### Palmarès
| Date | Compétition           | Lieu      | Résultat | Performance  |
| ---- | --------------------- | --------- | -------- | ------------ |
| 1956 | Jeux olympiques d'été | Melbourne | 2e       | 3 min 06 s 0 |

### Records
| Épreuve    | Performance | Lieu      | Date |
| ---------- | ----------- | --------- | ---- |
| 200 mètres | 21 s 3      |           | 1956 |
| 400 mètres | 47 s 45     | Melbourne | 1956 |